# 40-Meter-Band

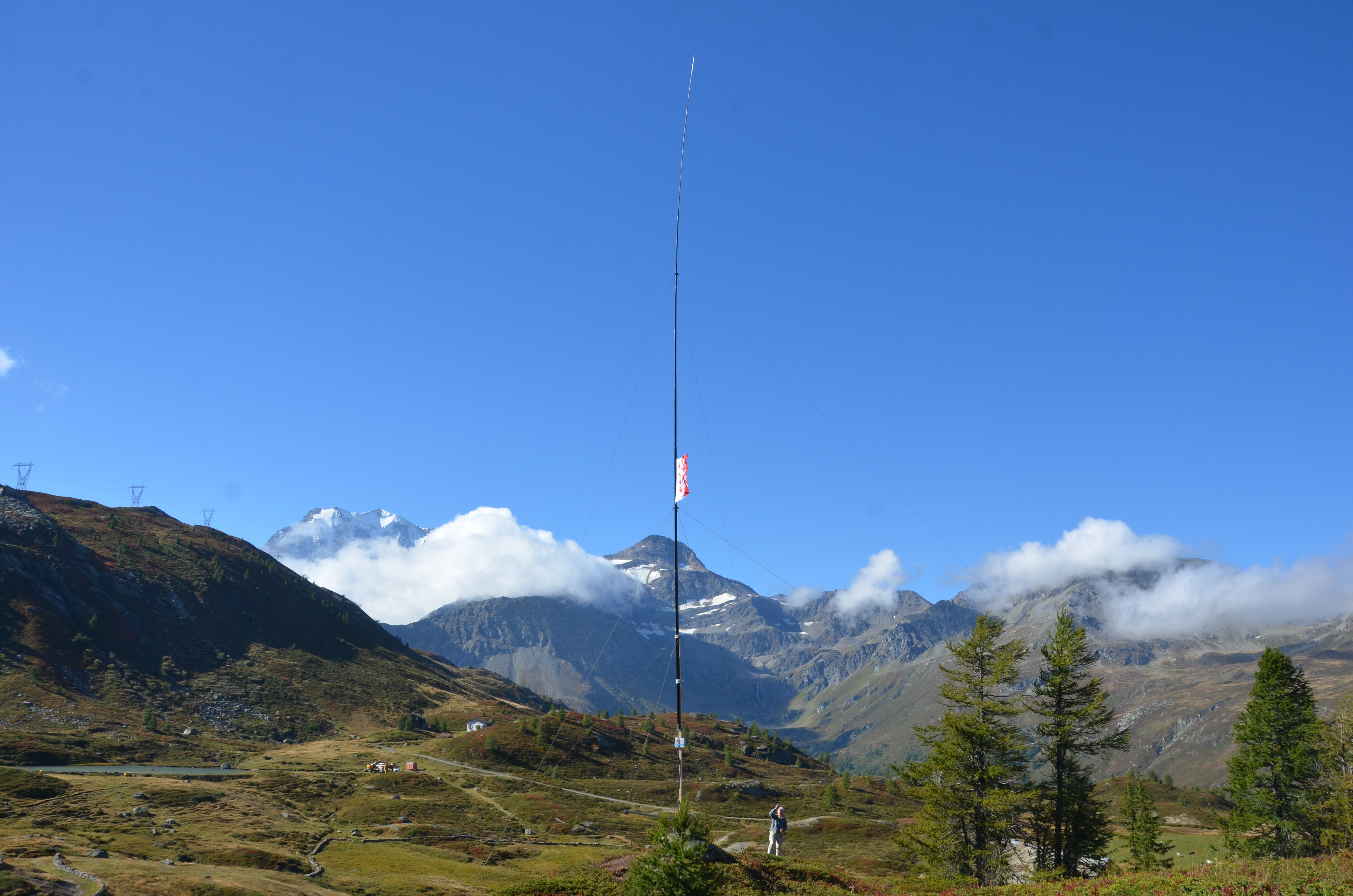
Ein HB9XBG-Vertikal-Dipol für das 40m-Band der Funkamateure

Das 40-Meter-Band oder 7-MHz-Band umfasst auf Kurzwelle die Frequenzen von 7,0 MHz bis 7,2 MHz in den ITU-Regionen 1 und 3 bzw. den Bereich von 7,0 MHz bis 7,3 MHz in der ITU-Region 2. Es ist primär dem Amateurfunkdienst zugewiesen und nach der ungefähren Wellenlänge benannt.

## Ausbreitungsbedingungen
Dieses Band ermöglicht sowohl Weitverbindungen (DX) von spätnachmittags bis frühmorgens als auch Nahverbindungen mittels NVIS tagsüber, insbesondere in Zeiten hoher Sonnenaktivität. Aufgrund der guten – wenn auch durch die D-Schicht tagsüber gedämpften – Ausbreitungsbedingungen wird es auch „Europa-Band“ genannt.

## 40-Meter-Amateurband

### Bandplan
Der Amateurfunk-Bandplan sieht in der IARU-Region 1 wie folgt aus:
| Frequenzbereich | max. Bandbreite | Nutzung                                                         |
| --------------- | --------------- | --------------------------------------------------------------- |
| 7,000–7,040 MHz | 200 Hz          | CW, QRP-Aktivitätszentrum 7,030 MHz                             |
| 7,040–7,047 MHz | 500 Hz          | Schmalband, Digimode                                            |
| 7,047–7,050 MHz | 500 Hz          | Digimode, automatisch arbeitende Stationen                      |
| 7,050–7,060 MHz | 2700 Hz         | alle Betriebsarten, Digimode                                    |
| 7,060–7,100 MHz | 2700 Hz         | alle Betriebsarten, FT8 7,074 MHz                               |
| 7,100–7,200 MHz | 2700 Hz         | alle Betriebsarten, Aktivitätszentrum Bildübertragung 7,165 MHz |